# Sljoedjanka
Sljoedjanka (Russisch: Слюдянка) is een stad in de gelijknamige rajon van de oblast Irkoetsk in Rusland. De stad is gelegen aan de zuidelijke oever van het Baikalmeer.

## Geschiedenis
De stad werd gesticht als een fort door de Kozakken in 1647. Toen was het ontwikkeld als een spoorwegknooppunt. In 1936 werd hij een stad.

## Geografie
De stad is gelegen in Oost-Siberië, 126 km van Irkoetsk.

## Bevolking
Volgens de volkstelling 2010 is het bevolkingsaantal 18.542 mensen. In 1967 woonden er nog 23.000 mensen. De bevolking daalde met 9% ten opzichte van 1990.